# Xanthoparmelia monadnockensis
Xanthoparmelia monadnockensis är en lavart som beskrevs av Elix. Xanthoparmelia monadnockensis ingår i släktet Xanthoparmelia och familjen Parmeliaceae.   Inga underarter finns listade i Catalogue of Life.